# Anthemis meteorica
Anthemis meteorica là một loài thực vật có hoa trong họ Cúc. Loài này được Hausskn. ex Nyman mô tả khoa học đầu tiên năm 1889.